# Kringkastingsorkestret

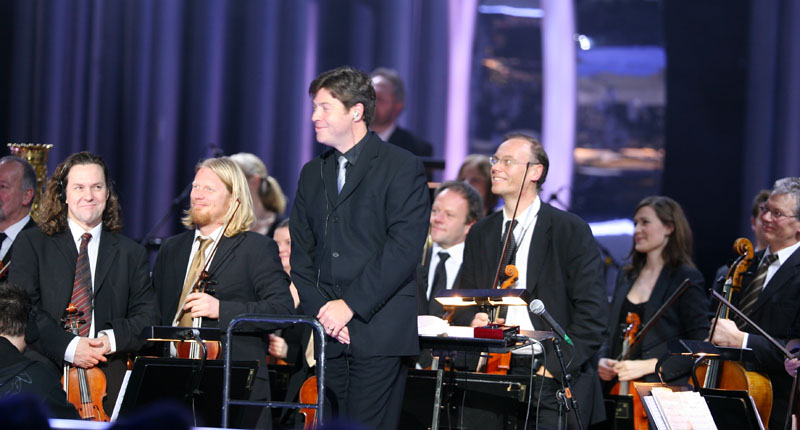
Kringkastingsorkestret under Nobels fredspriskonsert i Oslo 2008.

Kringkastingsorkestret (KORK), grundad 1 september 1946 i Oslo, är norska radions symfoniorkester och består av 54 musiker (2010). Orkestern ska stå till disposition för radio-, tv- och internetsändningar. Dess arbetsplats är Store Studio på Marienlyst i Oslo som har varit orkesterns hem från grundandet. Chefsdirigent från 2013 är Miguel Harth-Bedoya.

## Musikpersonligheter
Bland musikpersonligheter i orkesterns historia återfinns namn som konsertmästaren Aage Wallin, flöjtisten Alf Andersen, pianisten Johan Øian, violinisterna Ørnulf Boye Hansen och Leif Jørgensen, klarinettisten Harald Bergersen samt flöjtisterna Per Øien och John Tonsjø. Bland dagens musiker finns 1. konsertmästarna Atle Sponberg och Harald Aadland och soloflöjtisten, professorn vid Norges musikhögskola Tom Ottar Andreassen.